# Větřní
Město Větřní (německy Wettern) se nachází v okrese Český Krumlov, kraj Jihočeský. Žije zde přibližně 3 800 obyvatel.

## Historie
První písemná zmínka o Větřní pochází z roku 1347, kdy Petr z Rožmberka dal dvůr Větřní do dědičného nájmu Petru Višňovi, který se pak on a jeho rod začal psát „z Větřní“. Páni z Větřní pak v roce 1603 prodali Větřní městu Český Krumlov, v jehož majetku Větřní zůstalo do poloviny 19. století, kdy se v  rámci zavedení obecního zřízení stalo samostatnou obcí. V letech 1938 až 1945 bylo Větřní přičleněno (v důsledku uzavření Mnichovské dohody) k nacistickému Německu. Od 19. ledna 2017 je Větřní městem.

## Členění města
Větřní má osm částí, které leží na pěti katastrálních územích:
- k. ú. Větřní – části Větřní a Němče
- k. ú. Hašlovice – části Hašlovice, Dobrné a Lužná
- k. ú. Všeměry-Zátoň – část Zátoň
- k. ú. Záhoří u Větřní – část Nahořany
- k. ú. Zátoňské Dvory – část Zátoňské Dvory

## Průmysl

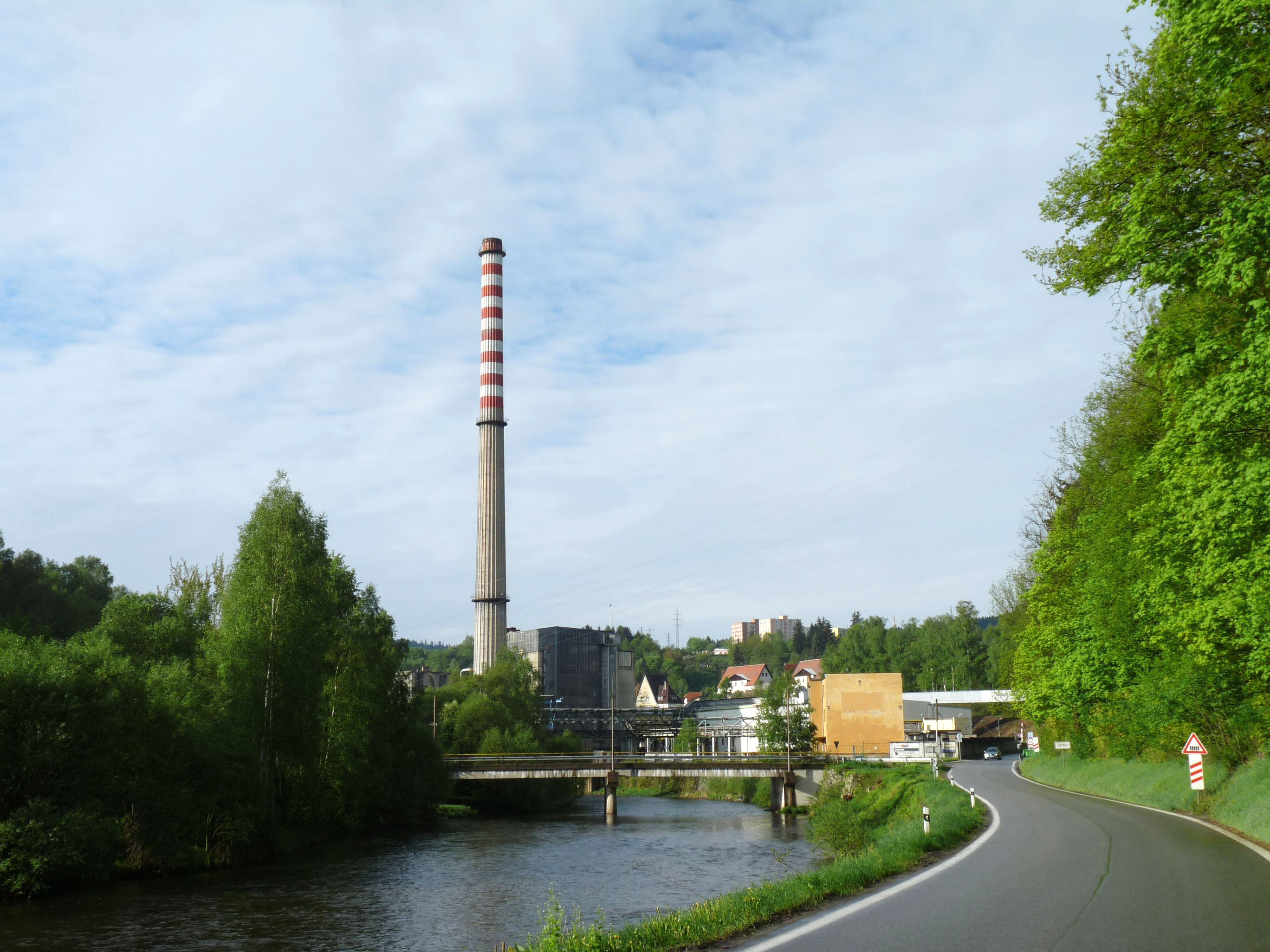
Pohled k větřínským papírnám

Ve Větřní se nachází papírna. První dochovaná poznámka o její historii pochází z roku 1870.

## Pamětihodnosti
- Kostel svatého Jana Nepomuckého – kulturní památka
- Fara u kostela svatého Jana Nepomuckého – kulturní památka
- Silniční most přes lesní potok za Větřním – kulturní památka
- Kaple u kostela

### Pamětihodnosti v Zátoni
- Kostel svatého Jana Křtitele se hřbitovem a výklenková kaple[7]
- Škola[8]
- Fara[9]

### Ochranné pásmo
Do území obce zasahuje ochranné pásmo nemovitých kulturních památek - kostela sv. Apoštola Petra a Pavla a kaple Navštívení P. Marie ve Svérázu.

## Chráněné části přírody
V katastrálních územích Hašlovice, Všeměry-Zátoň, Záhoří u Větřní a Zátoňské Dvory se nachází  evropsky významná lokalita Vltava Rožmberk – Větřní (kód lokality CZ0310035).